# Masters of Darts 2007
Das Keukenconcurrent Masters of Darts 2007 war ein Major-Turnier im Dartsport und wurde 2007 vom 10. bis 18. Februar mit Pause am 15. und 16. Februar aufgrund der Premier League zum zweiten Mal von der Professional Darts Corporation (PDC) veranstaltet. Austragungsort war abermals das ExpoCenter in Hengelo. Organisiert wurde das Turnier erneut von PenH Events, diesmal unter dem Motto „Niederlande vs. England“.
Bei der Halbfinal-Niederlage gegen Raymond van Barneveld warf Michael van Gerwen als bis heute (Stand: 13. Oktober 2023) jüngster Spieler aller Zeiten einen TV-Neundarter. Zu diesem Zeitpunkt war der Niederländer 17 Jahre und 298 Tage alt und zudem war es der erste TV-Neundarter, der nicht mit zwei 180ern eröffnet wurde.
Im Finale schlug Raymond van Barneveld Peter Manley in einem Whitewash mit 7:0.

## Format
An dem Turnier nahmen verbandsübergreifend jeweils die fünf besten englischen und niederländischen Dartspieler teil. Zu Turnierstart waren jedoch alle Teilnehmer bei der PDC unter Vertrag.
In einer England- und einer Niederlande-Gruppe trat zuerst jeder Spieler gegen jeden aus der jeweils anderen Gruppe an. Anschließend trafen jeweils die zwei Höchstplatzierten einer Gruppe im Halbfinale aufeinander. Die beiden Gewinner der Halbfinals spielten danach im Finale den Gesamtsieger des Turniers aus. Das Turnier wurde in sets gespielt, die wiederum in einen best of 5 legs-Modus unterteilt wurden. Spielmodus war in der Gruppenphase ein best of 5 sets, im Halbfinale best of 11 sets und im Finale best of 13 sets. Jedes leg wurde im double-out-Modus gespielt.

## Preisgelder
Das Gesamtpreisgeld von 185.000 Euro verteilte sich wie folgt auf die 10 Teilnehmer:
| Position (Anzahl Spieler) | Position (Anzahl Spieler) | Preisgeld |
| ------------------------- | ------------------------- | --------- |
| Gewinner                  | (1)                       | 050.000 € |
| Finalist                  | (1)                       | 025.000 € |
| Halbfinalisten            | (2)                       | 017.500 € |
| Gruppendritte             | (2)                       | 015.000 € |
| Gruppenvierte             | (2)                       | 012.500 € |
| Gruppenfünfte             | (2)                       | 010.000 € |

Zusätzlich erhielt Michael van Gerwen 10.000 € für den Neundarter, den er im Halbfinale warf.

Das erspielte Preisgeld hatte keinen Einfluss auf die Order of Merit, da es sich um ein Einladungsturnier handelte.

## Teilnehmer
Folgende Spieler waren für das Turnier teilnahmeberechtigt:
Niederlande

- Raymond van Barneveld
- Jelle Klaasen
- Michael van Gerwen
- Roland Scholten
- Vincent van der Voort

England
- Phil Taylor
- Colin Lloyd
- Mervyn King
- Peter Manley
- Wayne Mardle

## Ergebnisse

### Gruppenphase
1. Spieltag 10. Februar 2007
| Jelle Klaasen         | 0 : 3 | Mervyn King  |
| Michael van Gerwen    | 3 : 0 | Phil Taylor  |
| Raymond van Barneveld | 2 : 3 | Peter Manley |
| Vincent van der Voort | 0 : 3 | Wayne Mardle |
| Roland Scholten       | 0 : 3 | Colin Lloyd  |

| Rang | Spieler               | gew. Spiele | verl. Spiele | gew. Sets | verl. Sets |
| ---- | --------------------- | ----------- | ------------ | --------- | ---------- |
| 1    | Raymond van Barneveld | 3           | 2            | 13        | 6          |
| 2    | Michael van Gerwen    | 3           | 2            | 13        | 9          |
| 3    | Jelle Klaasen         | 2           | 3            | 9         | 11         |
| 4    | Vincent van der Voort | 1           | 4            | 5         | 13         |
| 5    | Roland Scholten       | 1           | 4            | 5         | 14         |

2. Spieltag 11. Februar 2007
| Roland Scholten       | 1 : 3 | Phil Taylor  |
| Raymond van Barneveld | 2 : 3 | Mervyn King  |
| Michael van Gerwen    | 3 : 1 | Wayne Mardle |
| Jelle Klaasen         | 3 : 2 | Colin Lloyd  |
| Vincent van der Voort | 2 : 3 | Peter Manley |

3. Spieltag 12. Februar 2007
| Michael van Gerwen    | 2 : 3 | Colin Lloyd  |
| Raymond van Barneveld | 3 : 0 | Phil Taylor  |
| Vincent van der Voort | 0 : 3 | Mervyn King  |
| Roland Scholten       | 0 : 3 | Wayne Mardle |
| Jelle Klaasen         | 2 : 3 | Peter Manley |

| Rang | Spieler      | gew. Spiele | verl. Spiele | gew. Sets | verl. Sets |
| ---- | ------------ | ----------- | ------------ | --------- | ---------- |
| 1    | Peter Manley | 5           | 0            | 15        | 9          |
| 2    | Mervyn King  | 3           | 2            | 13        | 8          |
| 3    | Colin Lloyd  | 3           | 2            | 11        | 8          |
| 4    | Wayne Mardle | 2           | 3            | 7         | 9          |
| 5    | Phil Taylor  | 2           | 3            | 7         | 11         |

4. Spieltag 13. Februar 2007
| Michael van Gerwen    | 3 : 2 | Mervyn King  |
| Raymond van Barneveld | 3 : 0 | Wayne Mardle |
| Jelle Klaasen         | 1 : 3 | Phil Taylor  |
| Roland Scholten       | 1 : 3 | Peter Manley |
| Vincent van der Voort | 0 : 3 | Colin Lloyd  |

5. Spieltag 14. Februar 2007
| Michael van Gerwen    | 2 : 3 | Peter Manley |
| Raymond van Barneveld | 3 : 0 | Colin Lloyd  |
| Vincent van der Voort | 3 : 1 | Phil Taylor  |
| Jelle Klaasen         | 3 : 0 | Wayne Mardle |
| Roland Scholten       | 3 : 2 | Mervyn King  |

### Endrunde
|  | Halbfinale 17. Februar 2007 best of 11 sets | Halbfinale 17. Februar 2007 best of 11 sets | Halbfinale 17. Februar 2007 best of 11 sets |  |  | Finale 18. Februar 2007 best of 13 sets | Finale 18. Februar 2007 best of 13 sets | Finale 18. Februar 2007 best of 13 sets |
|  |                                             |                                             |                                             |  |  |                                         |                                         |                                         |
|  |                                             |                                             |                                             |  |  |                                         |                                         |                                         |
|  | ENG1                                        | Peter Manley 95,01                          | 6                                           |  |  |                                         |                                         |                                         |
|  | ENG2                                        | Mervyn King 96,52                           | 5                                           |  |  |                                         |                                         |                                         |
|  |                                             |                                             |                                             |  |  | ENG1                                    | Peter Manley 94,66                      | 0                                       |
|  |                                             |                                             |                                             |  |  | NLD1                                    | Raymond van Barneveld 107,90            | 7                                       |
|  | NLD1                                        | Raymond van Barneveld 101,77                | 6                                           |  |  |                                         |                                         |                                         |
|  | NLD2                                        | Michael van Gerwen 104,23                   | 4                                           |  |  |                                         |                                         |                                         |
|  |                                             |                                             |                                             |  |  |                                         |                                         |                                         |

## Übertragung
In den Niederlanden übertrug SBS 6 das Turnier.